# Amedeo D'Albora
Amedeo D'Albora (Napoli, 10 gennaio 1896 – Napoli, 30 novembre 1980) è stato un ingegnere, dirigente sportivo e politico italiano.
È stato senatore della Repubblica Italiana eletto per la Campania nella III legislatura.

## Il suo impegno sportivo
Inizia a gareggiare nella Società Atletica Virtus di Napoli (nata nel 1921), per poi passare alla Fulgor di Messina con la quale ottiene nel 1923 un significativo 4º posto nei 1.000 metri piani.
Laureatosi in ingegneria e terminata l'attività sportiva, è tra più attivi dirigenti sportivi della nuova FIDAL campana della quale risulta essere il Presidente del Comitato Regionale Campano già nel 1927 e organizzatore a Napoli delle finali del "Gran Premio dei Giovani" il 9 ottobre 1927 all'Arenaccia.

Incaricato dall'Ufficio Sportivo Provinciale Fascista di Napoli presieduto dall'avvocato Schiassi di redigere un progetto per la realizzazione di un campo polivalente che potesse essere utilizzato da tutte le federazioni sportive affiliate al C.O.N.I., realizza 3 diverse soluzioni per un campo sportivo anche di modeste pretese che tenevano sempre conto della posizione del sole, con facili accessi per il pubblico, muro di cinta alto 3 metri, tribuna coperta flessibile preferibilmente in larice o faggio oppure in cemento armato (20 metri x 5,50 = 110 m²) divisa in 3 sezioni di 20 metri con 11 gradoni su sui potevano sedersi comodamente circa 1.500 persone, con pista podistica e/o ciclistica, pedane dei lanci, fosse per i salti e tra gli spazi previsti anche quello per la pallacanestro. 

Disegno tipo del progetto n. 3 elaborato da Amedeo D'Albora.

Il rettangolo aveva dimensioni 180x110 che potevano ridursi fino ad un minimo di 150x100. Sotto la tribuna erano previsti gli spogliatoi in una superficie utile di m. 5,20 x 5,50 che potevano ospitare 40 atleti, locale per l'arbitro, deposito attrezzi e palestre per lotta scherma e boxe. La pista podistica, distante dal campo per destinazione almeno 1,50 metri, aveva uno sviluppo di 5 e max 6,10 metri x 362,84 (5 corsie di m. 1,22 cadauna = m. 6,10). Il campo di calcio inserito nel progetto aveva le misure minime 100x60 per disputare la Divisione Nazionale e nel progetto era prevista l'altezza di 2 strati tra pietrame e terra e i pozzetti per permettere il deflusso delle acque piovane. Il prezzo medio dell'impianto sportivo, secondo il progetto D'Albora, si aggirava attorno alle 150.000 lire esclusa la vasca per il nuoto e i campi da tennis proposti per rendere complete le attrezzature sportive.

Il progetto del Campo Sportivo del Littorio (1928), frontespizio.

Presentato in pompa magna da Augusto Turati nel gennaio 1928, il progetto del Campo Sportivo Unico ovvero il "Campo Sportivo del Littorio" fu il principale vanto del regime che in seguito, il 21 giugno del 1928, promulgò la legge n. 1580 intitolata "Provvedimenti per la costruzione dei campi sportivi" che prevedeva la dichiarazione di pubblica utilità agli effetti della legge 25 giugno 1865 n. 2359 approfittando anche della possibilità dell'esproprio del terreno stabilito dai commi 12 e 13 della legge 15 gennaio 1885 n. 2892 per il risanamento di Napoli.
La maggior parte dei campi furono costruiti dalle amministrazioni comunali usufruendo dello sgravio delle tasse in vigore all'epoca (la "tassa sugli affari") così come stabilito dall'art. 2. Turati fu nominato presidente del C.O.N.I. nel 1930 e, non contento dello sviluppo dell'impiantistica sportiva e preso atto che molti dei nuovi campi sportivi non erano stati completati sollecitava tutti gli Uffici Sportivi della Federazione Fascista il loro completamento.
D'Albora rimase ininterrottamente a capo dell'Ufficio Sportivo della Federazione Fascista campana dal 1931 al 1939 ingaggiando gli atleti finlandesi Akilles Järvinen e Ove Andersen quali allenatori degli atleti italiani.
Nel 1933 è nominato vicepresidente della FIDAL, carica che aveva anche nel 1935.

Visita di Leandro Arpinati a Napoli, gennaio 1928. D'Albora, che è dietro attaccato alla tenda, è già una delle più importanti personalità sportive.

Il 4 dicembre 1937 D'Albora fu nominato membro del Direttorio Federale dal Presidente della Federazione Ciclistica Italiana, il console generale Franco Antonelli, carica che conservò fino al 1940. Nella stagione sportiva 1938-1939, a seguito dell'esonero dell'allenatore Eugen Payer, fece parte della commissione tecnica che guidò il Napoli.

## Gli impianti sportivi napoletani
Dopo aver vinto il concorso per la realizzazione del progetto del "Campo Sportivo del Littorio", il problema principale per il centro-sud fu quello di trovare chi finanziasse la realizzazione dei nuovi impianti sportivi mancanti. D'Albora, grazie all'interessamento del mecenate e Presidente del Napoli Giorgio Ascarelli progettò e realizzò nel 1930 lo Stadio del Vesuvio.
Suo anche il progetto per la realizzazione nel 1925 dello Stadio XXVIII Ottobre al Vomero, stadio che fu utilizzato sia dalla "Littorio Vomero" che dall'A.C. Napoli durante la stagione 1933-1934 a causa dei lavori di ristrutturazione dell'Ascarelli, scelto per ospitare la coppa del mondo italiana nel 1934.